# كليثوربس (دائرة انتخابية في المملكة المتحدة)
كليثوربس (بالإنجليزية: Cleethorpes)‏ هي إحدى الدوائر الانتخابية في المملكة المتحدة الممثلة في مجلس العموم في برلمان المملكة المتحدة.
عضو البرلمان الذي يمثلها حالياً هو :Shona McIsaac (Lab).